# Jules Hermann
Pour les articles homonymes, voir Hermann.
Jules Hermann, né le 1er novembre 1845 à Saint-Pierre et mort le 4 avril 1924 au Tampon, est un notaire, historien, homme politique, scientifique et poète français de l'île de La Réunion.

## Carrière politique
Avocat puis surtout notaire à Saint-Pierre, la principale ville du sud, Jules Hermann y mène d'inlassables campagnes en faveur du développement et de l'illustration de cette région. Il soutient par exemple activement la création d'un port dans sa ville, dont il est le maire en 1901 et 1902. Il sera par la suite élu Président du Conseil général de La Réunion.

## Carrière scientifique
Jules Hermann est par ailleurs président de l'Académie de l'île de La Réunion, société savante fondée par le Gouverneur Hubert Garbitt, à partir de 1913. Doté d'un esprit curieux, il adresse aux sociétés savantes de métropole des communications sur les éruptions volcaniques, la formation des cyclones tropicaux, les maladies des caféiers ou l'échouage des baleines. L'Académie des sciences de Paris le désigne finalement comme correspondant sur l'île.

## Carrière littéraire
Jules Hermann publie par ailleurs des œuvres non scientifiques sur des sujets les plus variés :
- La colonisation de l'île Bourbon, 1885-1886.
- La fondation du Quartier Saint-Pierre-La Bourdonnais, 1898.
- Choses de Saint-Pierre, 1903.
- Projet de constitution coloniale et autonomie financière, 1904.
- Le sens moral baisse, 1909.
- De la découverte du Capitaine Jean Bertho, 1909.
- Guide du voyageur pour le canton de Saint-Pierre, 1924.

Son œuvre majeure reste toutefois Les Révélations du Grand Océan publié à titre posthume par les soins de sa veuve en 1927 après une première tentative avortée en 1900. Tout en reposant sur des observations géologiques, l'ouvrage propose une rêverie sur l'existence d'un continent primitif appelé Lémurie. Berceau de toutes les civilisations, il est englouti après une catastrophe cosmique. Madagascar et les Mascareignes en seraient les derniers vestiges. Jules Hermann, adepte du catastrophisme, est donc très loin de l'hypothèse d'une dérive des continents.
Pour le reste, les élucubrations de Jules Hermann lui font voir dans les Hauts de La Réunion les traces laissées par de prodigieux sculpteurs géants. Il voit par ailleurs dans le malgache l'origine de toutes les langues, y compris le français et le créole réunionnais. Le mythe lémurien inverse ainsi la perspective traditionnelle faisant des îles australes le bout du monde. Le Mauricien Malcolm de Chazal sera parmi les premiers à prolonger l'œuvre d'Hermann par ses propres constructions poétiques.

## Publications
- Colonisation de Bourbon & Fondation du Quartier Saint-Pierre, Orphie, 2012.
- Les Avènements sidéraux, livre I des Révélations du Grand Océan, le Corridor bleu, 2017.
- Le Langage de la France, livres II et III des Révélations du Grand Océan, le Corridor bleu, 2017.
- Recherche des fracassements du sol dans la mer des Indes, livre IV des Révélations du Grand Océan, le Corridor bleu, 2018.
- Le Préhistorique à l'île Bourbon, livre V des Révélations du Grand Océan, le Corridor bleu, 2015.